# Ubisoft Anvil
Ubisoft Anvil (до 2009 Scimitar Engine, до 2020 AnvilNext) — игровой движок, созданный студией Ubisoft Montreal, дочерней компанией издателя Ubisoft. «Anvil» является коммерческим проприетарным кроссплатформенным игровым движком, разработанным для использования на персональном компьютере под управлением Microsoft Windows, macOS и на игровых консолях PlayStation 3, PlayStation 4, PlayStation 5, PlayStation Vita, Xbox 360, Xbox One, Xbox Series X/S, Wii U, Nintendo Switch. Впервые использован в игре Assassin’s Creed.

## История разработки
Первой игрой, использующей движок Anvil, оказался экшен от третьего лица Assassin's Creed, разработанный компанией Ubisoft Montreal и выпущенный в 2007 году для игровых консолей, а в 2008 — для ПК. В этой игре движок носил название «Scimitar» (рус. ятаган).
Ещё до выхода игры «Assassin’s Creed», в августе 2006 года, Клод Лангле (фр. Claude Langlais), технический директор «Assassin’s Creed», подтвердил, что отдельная игра, использующая Scimitar engine, находится на стадии разработки и будет показана в 2007 году. Однако в 2007 году анонса сделано не было.
Этой игрой оказался симулятор сноубординга Shaun White Snowboarding, который, как ожидался, должен был быть выпущен до конца 2008 года для всех ключевых платформ. Однако выход игры состоялся в ноябре и декабре 2008 года. Версия игры для консоли Wii поддерживает аксессуар Wii Balance Board.
Третьей игрой, использующей движок, является вышедшая в декабре 2008 года Prince of Persia, также разработанная Ubisoft Montreal. В этой игре движок был переименован на Anvil (рус. наковальня). Кроме того, в данной версии движка задействованы цел-шейдеры для придания визуальному стилю игры эффекта «сказочности».
Четвёртая игра, использующая самую последнюю версию движка — Assassin's Creed II, которая вышла в ноябре 2009 года для консолей PlayStation 3 и Xbox 360 и в марте 2010 года для ПК. В этой версии движка много усовершенствований.
После официального анонса игры Prince of Persia: The Forgotten Sands стало известно, что версии игры для ПК, Xbox 360 и PlayStation 3 будут использовать Anvil. Assassin’s Creed: Revelations 2011 года стала последней игрой, использовавшей движок Anvil первого поколения.
В 2012 году была выпущена обновлённая версия движка под названием AnvilNext, разработанная специально для Assassin’s Creed III, принёсшая с собой большое количество улучшений.

## Технологии
Движок использует подпрограммные компоненты (англ. middleware) HumanIK, разработанные компанией Autodesk. HumanIK используется для правильного позиционирования анимации рук и ног персонажа во время толчков и восхождений в реальном времени. В качестве физической подсистемы движок использует широко известный физический движок Havok, который, кроме симуляции механики твёрдого тела, симулирует также физику тканей.
По сравнению с предыдущими версиями движка, в версии для Assassin’s Creed 2 графический движок был улучшен прежде всего в части работы с освещением, включая динамическую смену дня и ночи, улучшенную дистанцию прорисовки, точечное освещение (англ. spot lights) и улучшенные отражения. Кроме графики, в движок была внедрена новая система навигации неигровых персонажей, новая система растительности из Dunia Engine, а также был улучшен игровой ИИ и.
Также была улучшена поддержка многоядерных процессоров и технологии HyperThreading. Игровой движок может распараллеливаться вплоть до тридцати двух логических или физических ядер. Большинство функций движка, включая игровой ИИ, игровую физику, анимацию и рендеринг, используют многопоточность, что обеспечивает заметное повышение производительности в многоядерных системах.
В начале декабря 2009 года стало известно, что компания Image Metrics сделала анимацию лиц для многих ключевых сцен в игре Assassin's Creed II. Сотрудничество между Image Metrics и Ubisoft состоялось впервые. В Image Metrics провели оптимизацию внешнего вида героев, которые были разработаны Ubisoft Montreal, а также создали 28 минут лицевой анимации для 23 персонажей игры. Создание всей лицевой анимации для игры заняло в Image Metrics 8 недель.
В середине февраля 2010 года сайт PC Games Hardware взял интервью у Дэвида Чаппегна (англ. David Champagne), ведущего программиста движка Anvil для Assassin`s Creed 2. В этом интервью Чаппегн заявил, что PC-версия «Assassin`s Creed 2» будет использовать тот же графический движок, что и консольная версия для XBox 360. Отличия ПК-версии от консольной будут заключаться в поддержке FSAA вплоть до 8-кратного уровня, при том, что консоли будут поддерживать лишь 2-кратное сглаживание. Также ПК-версия будет поддерживать бо́льшие разрешения. В ПК-версии не будет использоваться ни Direct3D 10, ни Direct3D 11, притом, что первая версия движка поддерживала Direct3D 10 и Direct3D 10.1. Отсутствие поддержки данных версий API объясняется тем, что разработчики вполне удовлетворены качеством графики Direct3D 9 и затраты на реализацию и отладку Direct3D 10 и Direct3D 11 слишком высоки.
18 мая 2010 года сайт PC Games Hardware опубликовал интервью, взятое у Алана Дессюреакса (англ. Alain Dessureaux), ведущего программиста игры Prince of Persia: The Forgotten Sands — последней игры на момент интервью, которая использовала движок «Anvil». Согласно Дессюреаксу, движок «Anvil», который в интервью назван старым именем «Scimitar», был усовершенствован с момента выхода последней игры, базировавшейся на нём. Были разработаны новые инструменты для создания кат-сцен. В этой версии движка для ПК была добавлена поддержка технологии ATI Eyefinity, которая позволила запускать PC-версию «Prince of Persia: The Forgotten Sands» на трёх дисплеях в панорамном режиме. Среди графических нововведений были названы: процедурный отложенный «шумовой» туман, который может имитировать огромные песчаные бури, не замедляя частоту кадров, объёмные лучи, реалистичные эффекты отражения и преломления на водных поверхностях, а также техника Screen Space Ambient Occlusion. Движок способен использовать вплоть до шести процессорных ядер, минимально для его работы нужно два ядра. Движок может поддерживать до 50 ботов на одной сцене одновременно. Наибольший прирост производительности наблюдается при переходе с четырёхпоточного на тридцатидвухпоточный процессор xeon. В качестве физического движка, как и раньше, используется Havok. Среди физических эффектов в «Prince of Persia: The Forgotten Sands» наиболее широко используется физика Ragdoll, с помощью которой симулируются падения множества врагов. Как и в предыдущей версии движка, которая использовалась в «Assassin`s Creed 2», эта версия движка не поддерживает ни DirectX 10, ни DirectX 11, Поддерживается только DirectX 9. Объясняется это тем, что пользователи игры, использующие ОС Windows XP, могут использовать лишь DirectX девятой версии, но не выше.
В 2012 году, вместе с Assassin's Creed III, вышла обновлённая версия движка под названием AnvilNext, привнёсшая с собой возможность отображения большего количества NPC, более сложную лицевую анимацию, погодные условия, поддержку DirectX 11 и т.д.

## Игры, использующие Ubisoft Anvil

### Scimitar
| Название игры            | Год  | Платформы                                                                                              |
| ------------------------ | ---- | --- |
| Assassin’s Creed         | 2007 | Windows, Xbox 360, PlayStation 3                                                                       |
| Prince of Persia         | 2008 | Windows, Mac OS X, Xbox 360, PlayStation 3                                                             |
| Shaun White Snowboarding | 2008 | Windows, Mac OS X, Xbox 360, PlayStation 3, PlayStation 2, PlayStation Portable, Nintendo DS, Wii, iOS |

### Anvil
| Название игры                         | Год  | Платформы                                     |
| ------------------------------------- | ---- | --------------------------------------------- |
| Assassin’s Creed II                   | 2009 | Windows, Mac OS X, Xbox 360, PlayStation 3    |
| Prince of Persia: The Forgotten Sands | 2010 | Windows, Xbox 360, PlayStation 3, Nintendo DS |
| Assassin’s Creed: Brotherhood         | 2010 | Windows, Mac OS X, Xbox 360, PlayStation 3    |
| Assassin’s Creed: Revelations         | 2011 | Windows, Xbox 360, PlayStation 3              |

### AnvilNext
| Название игры                    | Год  | Платформы                                                        |
| -------------------------------- | ---- | ---------------------------------------------------------------- |
| Assassin’s Creed III             | 2012 | Windows, Xbox 360, PlayStation 3, Wii U                          |
| Assassin’s Creed III: Liberation | 2012 | Windows, Xbox 360, PlayStation 3, PlayStation Vita               |
| Assassin’s Creed IV: Black Flag  | 2013 | Windows, Xbox 360, PlayStation 3, PlayStation 4, Xbox One, Wii U |
| Assassin’s Creed Rogue           | 2014 | Windows, Xbox 360, PlayStation 3, PlayStation 4, Xbox One        |

### AnvilNext 2.0
| Название игры                       | Год  | Платформы                                                        |
| ----------------------------------- | ---- | ---------------------------------------------------------------- |
| Assassin’s Creed Unity              | 2014 | Windows, Xbox One, PlayStation 4                                 |
| Assassin’s Creed Syndicate          | 2015 | Windows, Xbox One, PlayStation 4                                 |
| Tom Clancy’s Rainbow Six Siege      | 2015 | Windows, Xbox One, PlayStation 4                                 |
| Steep                               | 2016 | Windows, Xbox One, PlayStation 4                                 |
| For Honor                           | 2017 | Windows, Xbox One, PlayStation 4                                 |
| Tom Clancy’s Ghost Recon Wildlands  | 2017 | Windows, Xbox One, PlayStation 4                                 |
| Assassin’s Creed Origins            | 2017 | Windows, Xbox One, PlayStation 4                                 |
| Assassin’s Creed Odyssey            | 2018 | Windows, Xbox One, PlayStation 4                                 |
| Tom Clancy’s Ghost Recon Breakpoint | 2019 | Windows, Xbox One, PlayStation 4                                 |
| Hyper Scape                         | 2020 | Windows, Xbox One, PlayStation 4                                 |
| Riders Republic                     | 2021 | Windows, PlayStation 4, PlayStation 5, Xbox One, Xbox Series X/S |
| Tom Clancy's Rainbow Six Extraction | 2022 | Windows, PlayStation 4, PlayStation 5, Xbox One, Xbox Series X/S |

### Ubisoft Anvil
| Название игры                              | Год  | Платформа                                                                         |
| ------------------------------------------ | ---- | --------------------------------------------------------------------------------- |
| Assassin's Creed Valhalla                  | 2020 | Windows, PlayStation 4, PlayStation 5, Xbox One, Xbox Series X/S                  |
| Immortals Fenyx Rising                     | 2020 | Windows, PlayStation 4, PlayStation 5, Xbox One, Xbox Series X/S, Nintendo Switch |
| Assassin’s Creed Mirage                    | 2023 | Windows, PlayStation 4, PlayStation 5, Xbox One, Xbox Series X/S, iOS, iPadOS     |
| Skull & Bones                              | 2024 | Windows, PlayStation 5, Xbox Series X/S                                           |
| Assassin’s Creed Shadows                   | 2025 | Windows, macOS, PlayStation 5, Xbox Series X/S, iPadOS                            |
| Prince of Persia: The Sands of Time Remake | 2026 | TBA                                                                               |